# Giro dell’Emilia Donne
Der Giro dell’Emilia Donne (offiziell: Giro dell’Emilia Internationale Donne Elite) ist ein italienisches Eintagesrennen im Straßenradsport der Frauen.
Der Wettbewerb wird seit 2014 am gleichen Tag des Männerrennens Giro dell’Emilia mit Start und Ziel in Bologna ausgetragen. Siegerin der Erstaustragung war die Italienerin Rossella Ratto. Das Rennen war in UCI-Kategorie 1.2 eingestuft, wurde 2015 in die Kategorie 1.1 hochgestuft und ist seit 2020 Teil der UCI ProSeries.

## Palmarès
| Jahr | Siegerin              | Zweite               | Dritte                |
| ---- | --------------------- | -------------------- | --------------------- |
| 2014 | Rossella Ratto        | Edwige Pitel         | Giorgia Bronzini      |
| 2015 | Elisa Longo Borghini  | Ashleigh Moolman     | Amber Neben           |
| 2016 | Elisa Longo Borghini  | Ashleigh Moolman     | Alena Amjaljussik     |
| 2017 | Tatiana Guderzo       | Rasa Leleivytė       | Rossella Ratto        |
| 2018 | Rasa Leleivytė        | Arlenis Sierra       | Cecilie Uttrup Ludwig |
| 2019 | Demi Vollering        | Elisa Longo Borghini | Nikola Nosková        |
| 2020 | Cecilie Uttrup Ludwig | Rasa Leleivytė       | Pauliena Rooijakkers  |
| 2021 | Mavi García           | Arlenis Sierra       | Rachel Neylan         |
| 2022 | Elisa Longo Borghini  | Veronica Ewers       | Sofia Bertizzolo      |
| 2023 | Cecilie Uttrup Ludwig | Marta Cavalli        | Juliette Labous       |
| 2024 | Elisa Longo Borghini  | Évita Muzic          | Juliette Labous       |
| 2025 |                       |                      |                       |